# Mistrovství světa v inline hokeji mužů FIRS 1995
Mistrovství světa v inline hokeji mužů FIRS 1995 bylo úplně první mistrovství světa v inline hokeji. Konalo se v americkém Chicagu. Zúčastnilo se ho dvananáct týmů, tým České republiky se umístil na pátém místě. Týmy byly rozděleny do tří skupin po čtyřech, do play-off postoupily první dva týmy z každé skupiny a nejlepší dva týmy ze třetích míst. Z prvního mistrovského titulu se radoval výběr domácích Američanů.

## Základní skupiny

### Skupina A

#### Tabulka
| Tým            | Z | V | R | P | GV | GI | +/- | B |
| -------------- | - | - | - | - | -- | -- | --- | - |
| USA            | 3 | 3 | 0 | 0 | 79 | 1  | +78 | 6 |
| Argentina      | 3 | 1 | 1 | 1 | 21 | 28 | −7  | 3 |
| Austrálie      | 3 | 1 | 1 | 1 | 19 | 26 | −7  | 3 |
| Velká Británie | 3 | 0 | 0 | 3 | 5  | 69 | −64 | 0 |

#### Zápasy
| 22. srpna 1995 14:00 SEČ | Argentina | 17:3 | Velká Británie | Villa Park Stadium, Chicago |  |

| 22. srpna 1995 19:00 SEČ | USA | 20:1 | Austrálie | Villa Park Stadium, Chicago |  |

| 23. srpna 1995 13:00 SEČ | Argentina | 4:4 | Austrálie | Villa Park Stadium, Chicago |  |

| 23. srpna 1995 18:00 SEČ | USA | 38:0 | Velká Británie | Villa Park Stadium, Chicago |  |

| 24. srpna 1995 14:00 SEČ | Austrálie | 14:2 | Velká Británie | Villa Park Stadium, Chicago |  |

| 24. srpna 1995 20:00 SEČ | USA | 21:0 | Argentina | Villa Park Stadium, Chicago |  |

### Skupina B

#### Tabulka
| Tým      | Z | V | R | P | GV | GI | +/- | B |
| -------- | - | - | - | - | -- | -- | --- | - |
| Finsko   | 3 | 2 | 1 | 0 | 45 | 11 | +34 | 5 |
| Kanada   | 3 | 2 | 1 | 0 | 34 | 8  | +26 | 5 |
| Rakousko | 3 | 1 | 0 | 2 | 13 | 30 | −17 | 2 |
| Brazílie | 3 | 0 | 0 | 3 | 2  | 46 | −44 | 0 |

#### Zápasy
| 22. srpna 1995 15:00 SEČ | Kanada | 16:0 | Brazílie | Villa Park Stadium, Chicago |  |

| 22. srpna 1995 20:00 SEČ | Finsko | 19:2 | Rakousko | Villa Park Stadium, Chicago |  |

| 23. srpna 1995 17:00 SEČ | Finsko | 18:1 | Brazílie | Villa Park Stadium, Chicago |  |

| 23. srpna 1995 19:00 SEČ | Kanada | 10:0 | Rakousko | Villa Park Stadium, Chicago |  |

| 24. srpna 1995 15:00 SEČ | Rakousko | 11:1 | Brazílie | Villa Park Stadium, Chicago |  |

| 24. srpna 1995 19:00 SEČ | Kanada | 8:8 | Finsko | Villa Park Stadium, Chicago |  |

### Skupina C

#### Tabulka
| Tým                   | Z | V | R | P | GV | GI | +/- | B |
| --------------------- | - | - | - | - | -- | -- | --- | - |
| Itálie                | 3 | 3 | 0 | 0 | 49 | 5  | +44 | 6 |
| Česko                 | 3 | 2 | 0 | 1 | 55 | 6  | +48 | 4 |
| Mexiko                | 3 | 1 | 0 | 2 | 9  | 45 | −36 | 2 |
| Jihoafrická republika | 3 | 0 | 0 | 3 | 2  | 46 | −44 | 0 |

### Zápasy
| 22. srpna 1995 16:00 SEČ | Česko | 31:0 | Jihoafrická republika | Villa Park Stadium, Chicago |  |

| 22. srpna 1995 17:00 SEČ | Itálie | 20:1 | Mexiko | Villa Park Stadium, Chicago |  |

| 23. srpna 1995 14:00 SEČ | Itálie | 23:1 | Jihoafrická republika | Villa Park Stadium, Chicago |  |

| 23. srpna 1995 15:00 SEČ | Česko | 24:0 | Mexiko | Villa Park Stadium, Chicago |  |

| 24. srpna 1995 16:00 SEČ | Mexiko | 8:5 | Jihoafrická republika | Villa Park Stadium, Chicago |  |

| 24. srpna 1995 18:00 SEČ | Itálie | 6:3 | Česko | Villa Park Stadium, Chicago |  |

## Play-off

### Pavouk
|  | Čtvrtfinále 1 |               |               |  |      |              |              |              |  |               |               |               |    |
|  | A1            | USA           | 10            |  |      |              |              |              |  |               |               |               |    |
|  | C2            | Česko         | 1             |  |      | Semifinále 1 | Semifinále 1 | Semifinále 1 |  |               |               |               |    |
|  |               |               |               |  |      | ČTF1         | USA          | 19           |  |               |               |               |    |
|  | Čtvrtfinále 2 | Čtvrtfinále 2 | Čtvrtfinále 2 |  | ČTF2 | Finsko       | 3            |              |  |               |               |               |    |
|  | B1            | Finsko        | 14            |  |      |              |              |              |  |               |               |               |    |
|  | A3            | Austrálie     | 0             |  |      |              |              |              |  | Finále        | Finále        | Finále        |    |
|  |               |               |               |  |      |              |              |              |  |               | VSF1          | USA           | 13 |
|  | Čtvrtfinále 3 | Čtvrtfinále 3 | Čtvrtfinále 3 |  |      |              |              |              |  |               | VSF2          | Kanada        | 6  |
|  | B3            | Rakousko      | 8             |  |      |              |              |              |  |               |               |               |    |
|  | C1            | Itálie        | 4             |  |      | Semifinále 2 | Semifinále 2 | Semifinále 2 |  | Zápas o bronz | Zápas o bronz | Zápas o bronz |    |
|  |               |               |               |  |      | ČTF3         | Kanada       | 5            |  | PSF1          | Finsko        | 13            |    |
|  | Čtvrtfinále 4 | Čtvrtfinále 4 | Čtvrtfinále 4 |  | ČTF4 | Rakousko     | 4            |              |  | PSF2          | Rakousko      | 1             |    |
|  | B2            | Kanada        | 3             |  |      |              |              |              |  |               |               |               |    |
|  | A2            | Argentina     | 4             |  |      |              |              |              |  |               |               |               |    |

#### Čtvrtfinále
| 25. srpna 1995 16:00 SEČ | USA | 10:1 | Česko | Villa Park Stadium, Chicago |  |

| 25. srpna 1995 18:00 SEČ | Finsko | 14:0 | Austrálie | Villa Park Stadium, Chicago |  |

| 25. srpna 1995 19:00 SEČ | Rakousko | 8:4 | Itálie | Villa Park Stadium, Chicago |  |

| 25. srpna 1995 20:00 SEČ | Kanada | 20:1 | Argentina | Villa Park Stadium, Chicago |  |

#### O umístění (o 5. - 11. místo)
| 26. srpna 1995 15:00 SEČ | Česko | 4:0 | Austrálie | Villa Park Stadium, Chicago |  |

| 26. srpna 1995 16:00 SEČ | Itálie | 6:1 | Argentina | Villa Park Stadium, Chicago |  |

##### O 5. místo
| 27. srpna 1995 16:00 SEČ | Česko | 7:6 | Itálie | Villa Park Stadium, Chicago |  |

##### O 7. místo
| 27. srpna 1995 15:00 SEČ | Austrálie | 5:4 | Argentina | Villa Park Stadium, Chicago |  |

##### O 9. místo
| 27. srpna 1995 14:00 SEČ | Brazílie | 4:1 | Velká Británie | Villa Park Stadium, Chicago |  |

##### O 11. místo
| 26. srpna 1995 14:00 SEČ | Jihoafrická republika | 7:6pp | Mexiko | Villa Park Stadium, Chicago |  |

### Semifinále
| 26. srpna 1995 18:00 SEČ | USA | 5:4 | Finsko | Villa Park Stadium, Chicago |  |

| 26. srpna 1995 20:00 SEČ | Kanada | 19:3 | Rakousko | Villa Park Stadium, Chicago |  |

### O 3. místo
| 27. srpna 1995 18:00 SEČ | Finsko | 13:1 | Rakousko | Villa Park Stadium, Chicago |  |

### Finále
| 27. srpna 1995 20:00 SEČ | USA | 13:6 | Kanada | Villa Park Stadium, Chicago |  |

## Konečné pořadí týmů
| Místo            | Tým                   |
| ---------------- | --------------------- |
| Zlatá medaile    | USA                   |
| Stříbrná medaile | Kanada                |
| Bronzová medaile | Finsko                |
| 4.               | Rakousko              |
| 5.               | Česko                 |
| 6.               | Itálie                |
| 7.               | Austrálie             |
| 8.               | Argentina             |
| 9.               | Brazílie              |
| 10.              | Velká Británie        |
| 11.              | Jihoafrická republika |
| 12.              | Mexiko                |